# Delamarellina ubiquata
Delamarellina ubiquata är en urinsektsart som först beskrevs av John Tenison Salmon 1944.  Delamarellina ubiquata ingår i släktet Delamarellina och familjen Neanuridae. Inga underarter finns listade i Catalogue of Life.